# Escala Child-Pugh
En medicina, la escala, puntuación o clasificación de Child-Pugh, también conocida como escala de Child-Pugh-Turcotte) es un sistema de estadificación usado para evaluar el pronóstico de una enfermedad hepática crónica, principalmente la cirrosis. Aunque originalmente se usó para predecir la probable mortalidad asociada a la cirugía, se usa ahora para determinar el pronóstico, así como la fuerza requerida por el paciente en su tratamiento y la necesidad de un trasplante de hígado.

## Escala
La escala de Child-Pugh emplea cinco criterios clínicos de la enfermedad hepática, cada criterio medido del 1-3, siendo el número 3 el que indica el daño más grave.
| Medición               | 1 punto  | 2 puntos    | 3 puntos                      | Unidades         |
| Bilirrubina (total)    | <34 (<2) | 34-50 (2-3) | >50 (>3)                      | μmol/l (mg/dl)   |
| Albúmina sérica        | >3.5     | 2.8-3.5     | <2.8                          | g/l              |
| INR                    | 1-3      | 4-6         | >6                            | sin unidades / % |
| Ascitis                | Ausente  | Leve        | Moderada-Severa (Refractaria) | sin unidad       |
| Encefalopatía hepática | Ausente  | Grado I-II  | Grado III-IV                  | sin unidad       |

En la colangitis esclerosante primaria y la cirrosis biliar primaria, las referencias de bilirrubina se cambian para reflejar el hecho que en estas enfermedades, lo característico es una elevación de los niveles de bilirrubina conjugada. El límite superior para el primer punto es 68 μmol/l (4 mg/dl) y el límite superior de los 2 puntos es de 170 μmol/l (10 mg/dl).

## Interpretación
El daño hepático crónico secundario a cirrosis u otra enfermedad hepática, se clasifica en las clases A, B o C según Child-Pugh, usando la sumatoria de la puntuación de la escala.
| Puntos | Clase | Supervivencia al cabo de 1 año | Supervivencia al cabo de 2 años |
| 5-6    | A     | 100%                           | 85%                             |
| 7-9    | B     | 81%                            | 57%                             |
| 10-15  | C     | 45%                            | 35%                             |

Adicional a la escala de Child-Pugh, se usa el  "modelo de enfermedad hepática terminal" o MELD (por sus siglas en inglés, Model for End Stage Liver Disease), que se usa en relación con la predicción de sobrevida de pacientes en lista de espera por trasplantes de hígado.